# João Natailton Ramos dos Santos
João Natailton Ramos dos Santos, meglio noto come Joãozinho (Ubatuba, 25 dicembre 1988), è un calciatore brasiliano con cittadinanza russa, attaccante del Brasiliense.

## Biografia
Dal 2016 possiede la cittadinanza russa.

## Carriera

### Club
Debutta con i brasiliani della Portuguesa nel 2007, e l'anno successivo viene acquistato dal Levski Sofia. Con la nuova squadra vince un campionato bulgaro ed una Supercoppa di Bulgaria.
Il 31 gennaio 2011 si trasferisce alla squadra russa del Krasnodar.

## Palmarès
- Campionato bulgaro: 1

Levski Sofia: 2008-2009
- Supercoppa di Bulgaria: 1

Levski Sofia: 2009